# NGC 7077
NGC 7077 este o galaxie situată în constelația Vărsătorul. A fost descoperită în 11 august 1863 de către Albert Marth.